# Uruwashi no Yoi no Tsuki
Uruwashi no Yoi no Tsuki (うるわしの宵の月?) es una serie de manga japonesa escrita e ilustrada por Mika Yamamori. La serie comenzó a publicarse en Dessert en julio de 2020. Para mayo de 2025, los capítulos individuales de la serie se habían recopilado en nueve volúmenes. Una adaptación televisiva al anime, producida por East Fish Studio, se estrenará en enero de 2026.

## Premisa
Yoi Takiguchi es una estudiante de primer año de preparatoria. Es alta, de voz profunda y con una apariencia masculina que a menudo la confunden con un chico guapo. En la escuela, la llaman "Príncipe" y, sin querer, se gana el cariño de algunas compañeras. Yoi parece darse por vencida al intentar cambiar este aspecto de su vida, ya que no puede hacer mucho con respecto a su propia apariencia y la percepción que los demás tienen de ella.
Sin embargo, la vida de Yoi cambia repentinamente cuando conoce a Kohaku Ichimura. Se rumorea que este chico es muy rico, por lo que sus compañeros también lo llaman "Príncipe". Aunque confunde a Yoi con un chico guapo, como muchos otros, rápidamente se interesa por ella. Kohaku no solo se esfuerza por acercarse a Yoi, sino que parece notar una faceta de ella que otros no ven.
Tras una serie de interacciones entre ambos, Kohaku le ofrece a Yoi la oportunidad de salir con él a modo de prueba. Después de este desarrollo, la historia continúa siguiendo a estos dos "príncipes" mientras lentamente se revelan más de su verdadero yo.

## Personajes
Yoi Takiguchi (滝口 宵 Takiguchi Yoi?)
 Seiyū: Rei Ichinomiya
Kohaku Ichimura (市村 琥珀 Ichimura Kohaku?)
 Seiyū: Ryōta Suzuki

## Contenido de la obra

### Manga
Uruwashi no Yoi no Tsuki está escrita e ilustrada por Mika Yamamori y comenzó a serializarse en Dessert el 21 de julio de 2020. A partir de mayo de 2025, los capítulos individuales de la serie se han recopilado en nueve volúmenes tankōbon.
| Volúmenes de manga publicados | Volúmenes de manga publicados | Volúmenes de manga publicados |
| Número                        | Fecha de lanzamiento          | ISBN                          |
| ----------------------------- | ----------------------------- | ----------------------------- |
| 1                             | 11 de diciembre de 2020       | ISBN 978-4-06-521777-1        |
| 2                             | 13 de mayo de 2021            | ISBN 978-4-06-523279-8        |
| 3                             | 12 de noviembre de 2021       | ISBN 978-4-06-525680-0        |
| 4                             | 13 de mayo de 2022            | ISBN 978-4-06-527871-0        |
| 5                             | 11 de noviembre de 2022       | ISBN 978-4-06-529819-0        |
| 6                             | 12 de mayo de 2023            | ISBN 978-4-06-531634-4        |
| 7                             | 13 de octubre de 2023         | ISBN 978-4-06-533352-5        |
| 8                             | 9 de agosto de 2024           | ISBN 978-4-06-536619-6        |
| 9                             | 13 de mayo de 2025            | ISBN 978-4-06-539498-4        |

### Anime
El 9 de mayo de 2025 se anunció una adaptación televisiva al anime. Será producida por East Fish Studio y dirigida por Yūsuke Maruyama, con guiones de Ayumu Hisao, diseño de personajes de Yuki Fukuda y música de Tsubasa Ito. El estreno de la serie está previsto para enero de 2026 en TBS y sus filiales.